# Cyclocephala varians
Cyclocephala varians är en skalbaggsart som beskrevs av Hermann Burmeister 1847. Cyclocephala varians ingår i släktet Cyclocephala och familjen Dynastidae. Inga underarter finns listade i Catalogue of Life.